# VIIe dynastie égyptienne
v. 2250 AEC – 2200 AEC,
Entités précédentes :
- VIe dynastie

Entités suivantes :
- VIIIe dynastie

La VIIe dynastie de l'Égypte ancienne est une lignée de pharaons peu connue et de courte durée qui règne en succession rapide au début du XXIIe siècle av. J.-C., probablement avec leur siège du pouvoir à Memphis. Les rois de cette dynastie ont régné, selon les égyptologues, tout à la fin de l'Ancien Empire ou tout au début de la Première Période intermédiaire. Le pouvoir des pharaons s'affaiblissait tandis que celui des gouverneurs de province (ou nomes), connus sous le nom de nomarques, prenait de plus en plus d'importance, l'État égyptien s'étant alors effectivement transformé en système féodal. La VIIe dynastie est parfois combinée avec la VIIIe dynastie suivante, en raison du manque de preuves archéologiques de cette période, rendant le découpage en dynasties distinctes assez incertain.

## Sources

### Sources du Nouvel Empire
Deux sources historiques datant du Nouvel Empire énumèrent des rois de la fin de l'Ancien Empire. La première est la liste royale d'Abydos, écrite sous le règne de Séthi Ier. Les rois inscrits sur les entrées 40 à 56 de la liste sont placés entre Mérenrê II de la fin de la VIe dynastie de l'Ancien Empire et Montouhotep II du milieu de la XIe dynastie marquant le début du Moyen Empire. Les noms de ces rois sont différents de ceux connus des IXe et Xe dynasties, dont aucun ne figure sur la liste Abydos. En conséquence, les entrées 40 à 56 de la liste sont attribuées aux VIIe et VIIIe dynasties.
L'autre source du Nouvel Empire à propos la VIIe dynastie est le Canon royal de Turin, écrit sous le règne de Ramsès II. Le papyrus a été copié d'une source antérieure qui, comme l'a montré l'égyptologue Kim Ryholt, était elle-même criblée de lacunes et devait être en mauvais état. De plus, le Canon royal de Turin est lui-même fortement endommagé et ne peut être lu sans trop de difficulté. Au total, ce sont sept noms, dont les trois derniers sont en lacune, qui prennent place après Mérenrê II et avant les rois des IXe et Xe dynasties.

### Sources de l'époque ptolémaïque
Le prêtre égyptien Manéthon a écrit une histoire de l'Égypte au cours du IIIe siècle av. J.-C. connue sous le nom d’Ægyptiaca. L'œuvre de Manéthon n'a pas survécu jusqu'à ce jour et n'est connue de nous que par l'intermédiaire de trois auteurs ultérieurs qui en ont cité des extraits. Malheureusement, ces trois sources sont extrêmement difficiles à utiliser. Par exemple, ils se contredisent souvent l'un l'autre, comme c'est le cas concernant pour les deux historiens anciens - Sextus Julius Africanus et Eusèbe de Césarée - la section de l’Ægyptiaca concernant les VIIe et VIIIe dynasties. Africanus prétend que la VIIe dynastie se composait de 70 rois qui ont régné pendant une période de 70 jours à Memphis, et que la VIIIe dynastie se composait de 27 rois qui ont régné pendant 146 ans. Cependant, Eusèbe note que pendant la VIIe dynastie, 5 rois ont régné pendant 75 jours, et que la VIIIe dynastie comprend 5 rois qui ont régné pendant cent ans. Soixante-dix rois en soixante-dix jours est généralement considérée comme la version de Manéthon concernant la VIIe dynastie, mais probablement pas un compte rendu factuel de l'histoire. Cela signifie plutôt que les pharaons de cette période étaient extrêmement éphémères, et l'utilisation de 70 peut être un jeu de mots sur le fait qu'il s'agissait de la VIIe dynastie. Comme Manéthon ne fournit pas de données historiques réelles sur cette période et qu'aucune preuve archéologique de la VIIe dynastie n'a émergé, de nombreux égyptologues ont soutenu que cette dynastie était fictive. En ce qui concerne la VIIIe dynastie, il est maintenant largement admis que l'estimation de Manéthon pour sa durée est une surestimation très importante de la réalité.

## Fin de l'Ancien Empire et début de la Première Période intermédiaire
La VIIe dynastie a traditionnellement été classée comme faisant partie de la Première Période intermédiaire en raison de la nature éphémère des règnes de ses rois ainsi que de la rareté des preuves contemporaines, faisant allusion à un déclin de l'État central. La réévaluation récente des preuves archéologiques a montré une forte continuité entre les VIe, VIIe et VIIIe dynasties, de sorte que l'égyptologue Hratch Papazian a proposé que la VIIIe dynastie plutôt que la VIe soit considérée comme la dernière dynastie de l'Ancien Empire.
Le fait que plusieurs rois de cette période portent le nom de Néferkarê, également nom de Nesout-bity de Pépi II, montre peut-être que ces rois sont les descendants des rois de la VIe dynastie. Quel que soit le nombre de rois qu'il y ait eu, il est clair qu'au cours de cette période, l'autorité centrale de l'Égypte s'est effondrée. Les souverains de cette dynastie étaient basés à Memphis et semblent avoir compté sur le pouvoir des nomarques de Coptos, à qui ils ont décerné des titres et des honneurs. Cela n'a dû être d'aucune utilité puisque la VIIIe dynastie a finalement été renversée par un groupe rival basé à Héracléopolis Magna.

## Souverains de laVIIedynastie

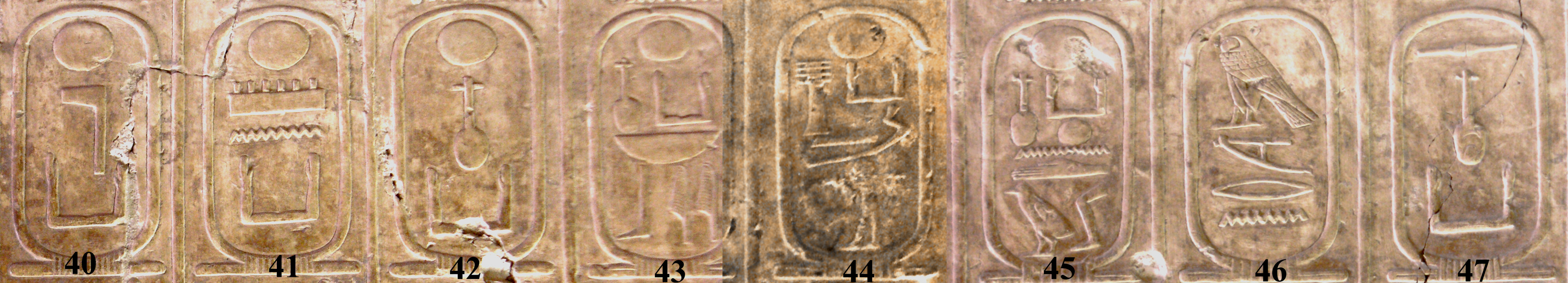
Liste d'Abydos des cartouches des rois des VIIe et s (40 à 47)

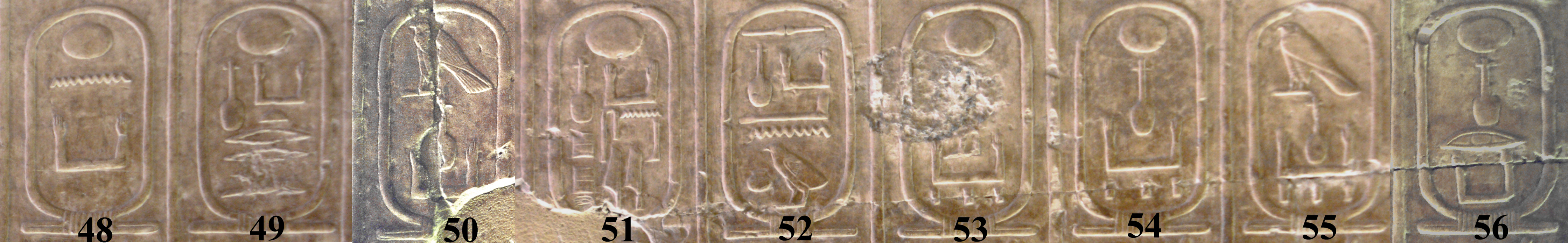
Liste d'Abydos des cartouches des rois des VIIe et s (48 à 56)

La VIIe dynastie est généralement considérée comme fictive et est donc soit complètement ignorée par les érudits modernes, soit elle est combinée avec la VIIIe dynastie. L'égyptologue Hracht Papazian a proposé en 2015 qu'un certain nombre de souverains généralement considérés comme appartenant à la VIIIe dynastie identifiée par la liste d'Abydos soient attribués à une VIIe dynastie :
|                     |                          |                           | |  |  |  |  |  |  |  |  |  |  |  |  |  |  |  |  |
| Djedkarê Shemaï     | Djedkarê Shemaï (44)     |                           | |  |  |  |  |  |  |  |  |  |  |  |  |  |  |  |  |
| Néferkarê Khendou   | Néferkarê Khendou (45)   |                           | |  |  |  |  |  |  |  |  |  |  |  |  |  |  |  |  |
| Mérenhor            | Mérenhor (46)            |                           | |  |  |  |  |  |  |  |  |  |  |  |  |  |  |  |  |
| Néferkamin Ier      | Snéferka (47)            |                           | Peut-être attesté par une plaquette en or, aujourd'hui au British Museum mais considérée par certains comme une contre-façon.                           |  |  |  |  |  |  |  |  |  |  |  |  |  |  |  |  |
| Nykarê              | Nykarê (48)              |                           | Peut-être attesté par un sceau-cylindre, et par une plaquette en or, aujourd'hui au British Museum mais considérée par certains comme une contre-façon. |  |  |  |  |  |  |  |  |  |  |  |  |  |  |  |  |
| Néferkarê Térérou   | Néferkarê Térérou (49)   |                           | |  |  |  |  |  |  |  |  |  |  |  |  |  |  |  |  |
| Néferkahor          | Néferkahor (50)          |                           | Attesté par un sceau-cylindre en stéatite,. |  |  |  |  |  |  |  |  |  |  |  |  |  |  |  |  |
| Néferkarê Pepiseneb | Néferkarê Pepiseneb (51) | Néferka Kheredseneb (5.8) | |  |  |  |  |  |  |  |  |  |  |  |  |  |  |  |  |
| Néferkamin Anou     | Snéferka Anou (52)       | Néfer (5.9)               | |  |  |  |  |  |  |  |  |  |  |  |  |  |  |  |  |

Ces informations sont cependant à prendre avec la plus extrême prudence, vu la rareté des sources et le silence sur cette période dans les chronologies établies par des égyptologues renommés.